# Jacquemijntje Garniers
Jacquemijntje of Jacquemyntgen Garniers (Amsterdam, gedoopt 3 juni 1590 – Leiden, 8 september 1651) was een Nederlandse vroedvrouw en mogelijk schilderes. 

## Leven
Ze was een dochter van Roeland Garnier († 1599) en Sarah de Proost († 1592). Mogelijk was is ze geboren in de Vlaamse stad Ieper, maar gedoopt is ze in elk geval in Amsterdam. Ze trouwde met Abraham Le Foutere, van wie ze zeker drie volwassen kinderen had. Na diens dood hertrouwde ze met de Dordtse schilder Gilliam Fermout en werd ze vroedvrouw in diens stad. Rond de dood van Fermout verhuisde ze tegen 1624 naar Leiden. Ze was toen een weduwe met de zorg voor negen kinderen. In Leiden werd ze eerst zelfstandig en vervolgens stedelijk vroedvrouw. Daartoe legde ze examens af en kocht ze ook het poorterrecht. Kort erna hertrouwde ze met de schilder Jacques Metsu. Ze kregen een zoon, de latere kunstschilder Gabriël Metsu, maar in 1629 werd ze voor de derde keer weduwe. Ze vond een vierde echtgenoot in de persoon van de schipper Cornelis Bontecraey. Na zijn dood in 1636 kreeg ze een uitkering van het schippersambacht. Bij haar overlijden bezat ze drie huizen en wat zilverwerk.

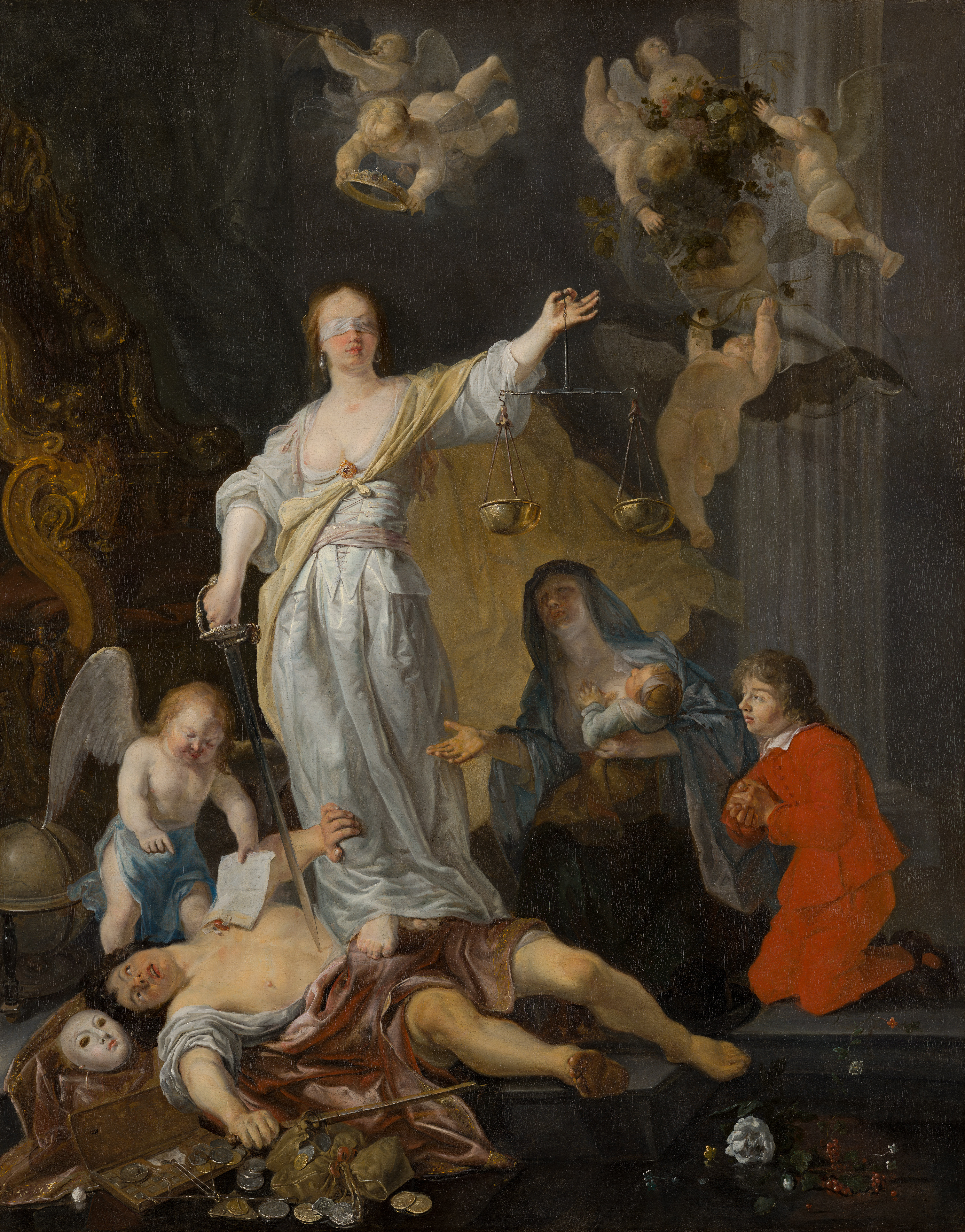
Triomf van de Gerechtigheid die de weduwen en wezen beschermt (Gabriël Metsu, ca. 1651-1653)

## Schilderes?
Op basis van het beroep van haar tweede en derde echtgenoot, alsook van het portret dat Gabriël Metsu maakte van een vrouw achter een schildersezel, aangeduid als de moeder van de schilder, wordt vermoed dat Garniers zelf heeft geschilderd. Het portret kan echter ook Metsu's schoonmoeder afbeelden, de schilderes Maria de Grebber. Schilderijen van Jacquemijntje Garniers zijn niet bekend. De kunsthistorica Stone-Ferrier meent dat Metsu's schilderij Vrouwe Justitia beschermt de weduwen en de wezen (ca. 1651-1653) geïnspireerd is op het leven van zijn moeder.

## Familie
Jacquemijntje Garniers is vier keer getrouwd:
- in 1608 met Abraham Le Foutere, met wie ze minstens drie kinderen had
- met Guillaume Fermout († ca. 1625)
- in 1625 met Jacques Metsu (1587-1629), met wie ze minstens een zoon had
- in 1636 met Cornelis Gerritsz Bontecraey († ca. 1649)